# Iynx
Iynx var inom grekisk mytologi en nymf som fick Zeus att bli förälskad i Io. Iynx förvandlades därför till en fågel, en göktyta (Jynx torquilla), av Hera.
Iynx var dotter till Pan och Peitho eller Echo.